# Nhóm ngôn ngữ Ijaw
Nhóm ngôn ngữ Ijaw, cũng được viết là Ịjọ, là nhóm ngôn ngữ được nói bởi người Ijo ở miền nam Nigeria.

## Phân loại
Nhóm ngôn ngữ Ijaw được phân loại truyền thống là một nhánh riêng biệt của ngữ hệ Niger-Congo (có lẽ cùng với tiếng Defaka tạo thành nhóm gọi là Ijo). Các ngôn ngữ này đáng chú ý với thứ tự từ chủ-tân-động (một đặc điểm hiếm thấy ở ngữ hệ Niger-Congo, chỉ chia sẻ với các nhánh họ hàng xa như nhóm ngôn ngữ Mande và nhóm ngôn ngữ Dogon). Giống như nhóm ngôn ngữ Mande và Dogon,  nhóm ngôn ngữ Ijo thậm chí không có dấu vết của hệ thống lớp danh từ  đặc trưng của ngữ hệ Niger-Congo. Điều này đã thúc đẩy Joseph Greenberg (trong phân loại ban đầu của ông về ngữ hệ Niger-Congo) trong việc mô tả rằng nhóm này sớm tách ra khỏi phần còn lại của ngữ hệ này. Và do đó, nhà ngôn ngữ học Gerrit Dimmendaal nghi ngờ việc đưa nó vào ngữ hệ Niger-Congo, coi nhóm ngôn ngữ Ijo là một ngữ hệ độc lập.
Phân loại nội bộ sau đây dựa theo Jenewari (1989) và Williamson & Blench (2000).
- Đông
  - Nkoroo
  - Kalabari (Bonny/Ibani, Okrika/Kirike)
  - Ijo Đông Nam
    - Nembe
    - Akassa
- Tây (hay Trung)
  - Izon
  - Inland Ijo
    - Biseni
    - Akita (Okordia)
    - Oruma

Blench (2019) thì đưa nhánh Ijo Đông Nam vào nhánh Tây (hoặc Trung tâm).
- Đông
  - Nkoroo
  - Kalabari (Bonny/Ibani, Okrika/Kirike)
- Tây (hay Trung)
  - Ijo Đông Nam
    - Nembe
    - Akassa

  - Izon–Ijo nội địa
    - Izon
    - Inland Ijo
      - Biseni
      - Akita (Okordia)
      - Oruma

## Giáo dục và truyền thông
Vào tháng 6 năm 2013, cuốn sách hướng dẫn và đĩa CD audio Izon Fie đã được ra mắt tại một buổi lễ có sự tham gia của các quan chức của chính phủ bang Bayelsa. Đại học Nigeria Delta đang nỗ lực mở rộng phạm vi sách viết bằng ngôn ngữ Ijo. Tập thơ Call of the River Nun của Gabriel Okara cũng đang được dịch.